# Erdofen

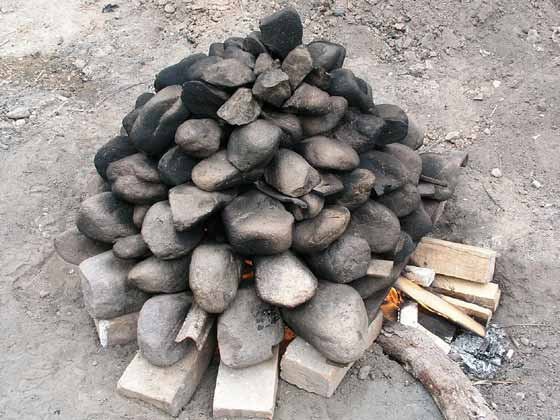
Die Steine werden zum Beispiel zu einer Pyramide aufgeschichtet und über Feuer erhitzt.

Querschnitt durch einen Maori-Erdofen

Erdöfen sind Gruben, in denen Lebensmittel mit Hilfe von im Feuer erhitzten Steinen gegart werden. Sie ermöglichten schonendes, feuchtes Garen bereits vor Erfindung der Töpferei. Das Zubereiten von Speisen im Erdofen gehört nach dem Grillen und Rösten weltweit zu den ältesten Kochtechniken und wird regional noch heute praktiziert, z. B. in Neuguinea, Neuseeland und bei nordafrikanischen Beduinen, in den Anden in der Form der Watia.
Die besondere Bedeutung des Kochens im Erdofen und verwandter Techniken liegt darin, dass sie erstmals ermöglichte, verschiedene trockene und feuchte Zutaten und Gewürze gemeinsam zu garen und dadurch neuartige Geschmackskombinationen zu erzeugen. Ähnliche moderne Verfahren sind die Zubereitung von Suppen und Eintöpfen, Schmorgerichten und Ragouts, sowie besonders das Garen in Alufolie und im Römertopf.
Erdöfen werden bis heute auch als einfache Backöfen (Tandur) verwendet: Dazu wird ein zylindrischer Schacht in die Erde gegraben, mit Lehm oder Ton ausgekleidet und am Boden ein Feuer entfacht. Wenn es erloschen ist, werden an den Wänden Fladenbrote gebacken.

## Technik
Das Kochen in offenen Erdgruben beobachtete George Catlin im 19. Jahrhundert bei den nordamerikanischen Assiniboinen:
„Wenn sie ein Tier erlegt hatten, so gruben sie ein Loch von der Größe eines gewöhnlichen Topfes in die Erde, legten ein Stück der rohen Rückenhaut des Tieres darüber, preßten es mit der Hand hinein, daß es eng an den Seiten anschloss, füllten es mit Wasser und legten das Fleisch hinein, während in einem nahe befindlichen Feuer große Steine glühend gemacht und in das Wasser hineingehalten wurden, bis das Fleisch gekocht war. Wegen dieses eigentümlichen Gebrauchs haben die Ochippewas ihnen den Namen ‚Assiniboins‘ oder ‚Steinkocher‘ gegeben. […] Jetzt ist dieser Gebrauch längst abgeschafft und kommt nur noch bei Festlichkeiten vor.“
Eine etwas andere, geschlossene Methode, bei der das Gargut eher gedämpft oder geschmort als gekocht wird, beschrieb Axel Steensberg in den 1970er Jahren in Neuguinea:
„Sie hoben eine Grube aus, etwa 50 Zentimeter Durchmesser und 20 Zentimeter tief, und legten sie mit Flachsfasern und Feigenblättern aus. Die Süßkartoffeln und Taroknollen, die gekocht werden sollten, legten sie in die Grube und darauf eine Schicht heißer Steine, die sie in einem Feuer am Rande der Grube erhitzt hatten. Die heißen Steine belegten sie wieder mit Flachs und mit aromatischen Krautern, darüber häuften sie Gras, und schließlich legten sie obendrauf Grassoden und preßten sie fest an, um den Dampf am Entweichen zu hindern. Da nur Taro und Süßkartoffeln gekocht wurden, dauerte es nur eine Stunde, bis die Mahlzeit fertig war.“
Auch größere Tiere wurden im Ganzen so zubereitet oder Portionen in große Blätter gewickelt und zwischen die heißen Steine gelegt, eine Technik, die auch aus anderen Weltgegenden bekannt ist.

## Kulturgeschichtliche Bedeutung

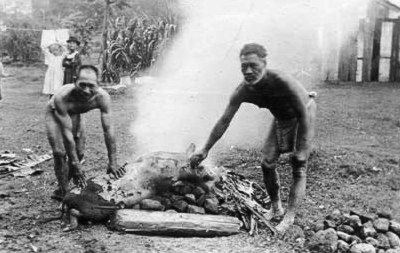
Hawaiianer garen ein Schwein für ein Lūʻau in einem Imu, dem traditionellen hawaiianischen Erdofen

Die Verwendung von Feuer, um Lebensmittel zu garen, lässt sich anhand von Knochen- und Aschefunden bis in die Altsteinzeit nachweisen. Die Verwendung von Kochgeschirr zum Garen von Speisen ist dagegen erst vor 9000 bis 10.000 Jahren entwickelt worden und damit eine Entwicklung der Jungsteinzeit. Der lange Zeitraum, der vom Garen direkt über offenen Feuer hin zur Verwendung von Kochgeschirr benötigt worden ist, ist darauf zurückzuführen, dass dies ein nicht unmittelbar eingängiger Schritt war. Er setzte auch große Kunstfertigkeit bei der Töpferei entsprechender Gefäße voraus, da diese wiederholt thermischen Schocks widerstehen mussten, wenn sie auf eine Kochstelle gesetzt wurden. Entsprechend verlief die Entwicklung hin zum Kochgeschirr über mehrere Schritte.
Der Entwicklung von Kochgeschirr ist in jedem Fall die Nutzung von heißen Steinen vorausgegangen. Viele Nahrungsmittel können direkt auf heißen Steinen gegart werden, die zuvor aus dem Feuer geholt werden. Die Weiterentwicklung dieser Methode war die Verwendung von Erdöfen. Diese Form der Zubereitung ist mindestens 30.000 Jahre alt. Sie machte bereits sehr frühzeitig den Verzehr von Wurzel- und Knollengemüse möglich, die ohne (längere) Erhitzung für den Menschen ungenießbar gewesen wären. Bei der Verwendung von Erdöfen wurden verschiedene Techniken entwickelt. Gelegentlich wurden die Steine im Ofen direkt erhitzt. Werden die zu garenden Lebensmittel in Pflanzenblätter eingeschlagen und die Erdgrube mit Fellen, Erde, Moos oder Pflanzen bedeckt, wurden die Nahrungsmittel über Dämpfen gar. Eine andere Methode war, die Steine an anderer Stelle zu erhitzen und dann mit hölzernen Zangen in den Erdofen zu transportieren. In einem Erdofen kann auch Wasser zum Kochen gebracht werden, indem heiße Steine in das Wasser geworfen werden.
Diese Form des Kochens ist – sofern es die Nahrungsmittel erlauben – eine sehr effiziente Zubereitung. Bee Wilson verweist auf Polynesier, die die Marquesas besiedelten und dort auf Kochgeschirr aus Keramik verzichteten, nachdem sie über Jahrhunderte solches hergestellt hatten. Geeigneter Lehm auf der Insel stand zur Verfügung. Als Grund für diesen Wechsel in der Zubereitungsmethode gilt, dass die Polynesier sich auf den Marquesas überwiegend von Süßkartoffeln, Taro und Brotfrucht ernährten und diese stärkehaltigen Gemüse am besten mit heißen Steinen statt mit Töpfen zubereitet werden.

## Einzelbelege
1. ↑   Filipe Fernandez-Armesto: Food: A History. Pan Books, London 2002, ISBN 0-330-491-44 X. S. 15 und S. 16
2. ↑   Bee Wilson: Consider the Fork. S. 23.
3. ↑   Bee Wilson: Consider the Fork. S. 28.
4. ↑   Bee Wilson: Consider the Fork. S. 30.